# دوروثي كامينغ
دوروثي كامينغ (بالإنجليزية: Dorothy Cumming)‏ هي ممثلة أسترالية، ولدت في 12 أبريل 1895 في نيوساوث ويلز في أستراليا، وتوفيت في 10 ديسمبر 1983 في نيويورك في الولايات المتحدة.

## أعمال

### أفلام
- (1929) السيدة المقدسة

## وصلات خارجية
- دوروثي كامينغ على موقع IMDb (الإنجليزية)
- دوروثي كامينغ على موقع ألو سيني (الفرنسية)
- دوروثي كامينغ على موقع أول موفي (الإنجليزية)
- دوروثي كامينغ على موقع قاعدة بيانات برودواي على الإنترنت (الإنجليزية)
- دوروثي كامينغ على موقع قاعدة بيانات الأفلام السويدية (السويدية)
- دوروثي كامينغ على موقع قاعدة بيانات الأفلام السويدية (السويدية)
- دوروثي كامينغ على موقع قاعدة بيانات الفيلم (الإنجليزية)
- دوروثي كامينغ على موقع كينوبويسك (الروسية)